# Atlantic.
Atlantic. is een Nederlands-Belgisch-Duits-Marokkaanse film uit 2014 onder regie van Jan-Willem van Ewijk. De film ging in première op 8 september op het Internationaal filmfestival van Toronto.

## Verhaal
Fettah woont in een kustdorpje in Marokko waar hij elke zomer toeristen bijstaat tijdens het windsurfen. Tijdens een van deze zomers leert hij de knappe Europese Alexandra kennen. Wanneer ze terugkeert naar huis, blijft hij rusteloos achter. Hij besluit uiteindelijk haar achterna te reizen. Met enkel zijn surfplank en windzeil onderneemt hij een reis van 300 kilometer over de Atlantische Oceaan vanaf de Marokkaanse kust richting Europa.

## Rolverdeling
| Acteur                | Personage |
| --------------------- | --------- |
| Fettah Lamara         | Fettah    |
| Thekla Reuten         | Alexandra |
| Mourad Zaoui          | Rochdi    |
| Jan-Willem van Ewijk  | Jan       |
| Mohamed Majd          | Hakim     |
| Aron Michael Thompson | Aron      |
| Steven Novick         | Steve     |

## Prijzen & nominaties
| jaar | prijs                                   | categorie           | genomineerde(n)      | uitslag     |
| ---- | --------------------------------------- | ------------------- | -------------------- | ----------- |
| 2014 | Pusan International Film Festival       | Flash Forward Award | Jan-Willem van Ewijk | Genomineerd |
| 2014 | Internationaal filmfestival van Toronto | Discovery Award     | Jan-Willem van Ewijk | Genomineerd |
| 2014 | Internationaal filmfestival van Toronto | FIPRESCI            | Jan-Willem van Ewijk | Genomineerd |